# Olov Olofsson
Olov Jerker Olofsson, född 21 september 1947, är en svensk tonsättare, pianist och arrangör.

## Biografi

### Uppväxt och utbildning
Olov Olofssons föräldrar är kyrkomusikern och tonsättaren Erik Erling och kamreren Elsa Olofsson. Han hade också en fostermor, Ada Larsson, Upplands Väsby, där han växte upp. 
Han studerade vid Stockholms borgarskola 1966-1969, där Olofsson avlade pianopedagogisk examen med Gottfrid Boon och Herbert Westrell som lärare. 1970-1974 vidtog studier på Kungliga Musikhögskolans kyrkomusikerutbildning med bland andra Alf Linder som lärare i orgel, Herbert Westrell i piano, samt Eric Ericson i kördirigering. 1974-1976 fortsatte han med solistutbildning i piano med Herbert Westrell som lärare.

### Karriär
Olofsson var 1963-1968 medlem i Sveriges Radios ungdomskör under Anders Öhrwall, 1973-1976 i Kammarkören (som sedan 1988 heter Eric Ericsons Kammarkör) och 1976-1982 i Radiokören. 1981 anställdes han vid Kungliga Musikhögskolan som lärare i instudering med huvudinrikting på det klassiska sångområdet och blev där professor 2003. Olofsson har genom åren ofta varit gästlärare som vocal coach vid olika konservatorier runt om i Europa. Under 1970-talet var Olofsson medlem i en jazzgrupp med barytonsaxofonisten Gunnar Bergsten och komponerade bland annat musik för kör och jazzgrupp. Samma period samarbetade han också med Erik Westlings vokalgrupp Vans Bros. Olofsson har också gjort många radioinspelningar med klassisk musik. Oftast som solist men även tillsammans med sångare och instrumentalister. 1980 gjorde han en Europaturné med Mikis Theodorakis och dennes verk Canto General, ett oratorium för två soloröster, kör och orkester. 2002 fick han av Högalidskyrkan i Stockholm en beställning på ett oratorium, 700 dagar, ett verk för soli, kör, symfonisk blåsorkester och orgel. 2003 blev han invald i Föreningen Svenska Tonsättare (FST).
1999 ansvarade han för musiken till Nobelfesten i Stockholms Stadshus, både som arrangör och dirigent vid såväl underhållningen som dansen.
Under karriären har Olov Olofsson fått motta ett antal musikstipendier. 1968 och 1969 var det Gottfrid Boons musikstipendiumn, 1969 även Upplands Väsby kommuns kulturstipendium. 1975 mottog han Axel Raoul Wachtmeisters stipendium.

### Familj & uppväxt
Olofsson gifte sig 2010 med Winnieross Olofsson, och deras son Leo föddes fyra år senare.

## Verk

### Kompositioner i urval
- Psalm 138[6] - kör och jazzgrupp, 1973
- Dagen skimrar i gräset[7] - kör och jazzgrupp, 1975
- Fyra improvisationer - flöjt och piano, 1983
- The Air-Conditioned Nightmare[8] (Henry Miller) - mezzosopran och piano, 1994
- Nine Poems[9] by Walt Whitman - mezzosopran, baryton och piano, 1996
- Ur Kung Eriks visor (Gustaf Fröding) - baryton och piano, 1998
- Kung Eriks sista visa (Gustaf Fröding) - baryton och piano, 2005
- 700 dagar,[4] oratorium - soli, dubbelkör, symfonisk blåsorkester och orgel, 2003
- Vi skall jubla och glädjas över dig[10] (Höga visan) - blandad kör a cappella, 2004
- Toccata per organo[11] - orgel, 2005
- 7 december 1941 (kammaropera,[12] libretto Christina Ros) - soli, piano och slagverk, 2007
- Tre drottningar[13] (opera, libretto Christina Ros) - soli och renässansensemble, 2007
- Bridgend Blues[14] (opera, libretto Christina Ros) - soli, jazzensemble och piano, 2009
- Lyckans minut – (Erik Lindorm) en röst och piano 2014
- Två sånger – en röst och piano (Sven-Olov Jernberg) 2017
- Lovsångernas lovsång[15] – till Upplands Väsby Missionsförsamlings 125-årsjubileum
- Församlingssång och solistisk orgel, 2020
- Hommage à Leo - cello och piano, 2024

### Diskografi
- Dagen skimrar i gräset,[16] (kör och jazzgrupp) - Proprius PROP 7760, 1976
- Canto General,[17] med Mikis Theodorakis - Minos MCD 15011, 1980
- Henning Mankell,[18] pianomusik, Vanguard Classics 99046, 1995
- Ravel Songs,[19] med Malena Ernman, Areco Music 10171, 1996
- Olov Olofsson Songs med Malena Ernman och Olle Persson, KMH CD-5, 1998

#### Representerad med kompositioner
- Vans Bros - Europafilm EFG-7355, 1973
- Naive[20] - Malena Ernman, KMH CD-12, 2000
- Nils Larsson - Tre orglar[21] i Högalidskyrkan, Nosag records. CD 2122. 2005